# Since I Left You
A 2000-es Since I Left You a The Avalanches debütáló nagylemeze. Az albumon különböző stílusokból és műfajokból hallhatóak sample-ök. Az albumot eredetileg nem a nyilvánosságnak szánták, így nem kellett a jogdíjakkal foglalkozniuk.
A lemez elkészülte után halogatták a megjelentetést, így az Egyesült Királyságban és Észak-Amerikában csak 2001-ben jelenhetett meg egy kissé átdolgozott formájában. Öt kislemez jelent meg róla, a megjelenést egy turné követte Ausztráliában, Európában és az Egyesült Államokban. A turné alatt Darren Seltmann mindkét lábát eltörte.
Az albumot jól fogadták, négy ARIA zenei díjjal díjazták. A 100 legjobb ausztrál album című könyvben a 10. lett. Szerepel az 1001 lemez, amit hallanod kell, mielőtt meghalsz című könyvben.

## Az album dalai
|     | Cím                    | Szerző(k)      | Hossz |
| --- | ---------------------- | -------------- | ----- |
| 1.  | Since I Left You       | The Avalanches | 4:22  |
| 2.  | Stay Another Season    | The Avalanches | 2:18  |
| 3.  | Radio                  | The Avalanches | 4:22  |
| 4.  | Two Hearts in 3/4 Time | The Avalanches | 3:23  |
| 5.  | Avalanche Rock         | The Avalanches | 0:22  |
| 6.  | Flight Tonight         | The Avalanches | 3:53  |
| 7.  | Close to You           | The Avalanches | 3:54  |
| 8.  | Diners Only            | The Avalanches | 1:35  |
| 9.  | A Different Feeling    | The Avalanches | 4:22  |
| 10. | Electricity            | The Avalanches | 3:29  |
| 11. | Tonight                | The Avalanches | 2:20  |
| 12. | Pablo's Cruise         | The Avalanches | 0:52  |
| 13. | Frontier Psychiatrist  | The Avalanches | 4:47  |
| 14. | Etoh                   | The Avalanches | 5:02  |
| 15. | Summer Crane           | The Avalanches | 4:38  |
| 16. | Little Journey         | The Avalanches | 1:35  |
| 17. | Live at Dominoes       | The Avalanches | 5:39  |
| 18. | Extra Kings            | The Avalanches | 3:46  |

## Közreműködők

### Zenészek
- Gordon McQuilten – zongora, ütőhangszerek
- James De la Cruz – lejátszó
- Antoinette Halloran – ének
- Sally Russell – ének
- Darren Seltmann
- Robbie Chater

### Produkció
- Bobbydazzler – keverés
- Tony Espie – keverés
- Richie Robinson – keverés
- Dave Davies – hangmérnökasszisztens
- Jimi Maroudas – hangmérnökasszisztens
- Matt Maddock – hangmérnökasszisztens
- Chris Corby – hangmérnökasszisztens
- Mike Marsh – mastering
- Darren Seltmann – keverés, producer
- Robbie Chater – keverés, producer

## Fordítás
Ez a szócikk részben vagy egészben a Since I Left You című angol Wikipédia-szócikk ezen változatának fordításán alapul.  Az eredeti cikk szerkesztőit annak laptörténete sorolja fel. Ez a jelzés csupán a megfogalmazás eredetét és a szerzői jogokat jelzi, nem szolgál a cikkben szereplő információk forrásmegjelöléseként.